# Mobile Suit Gundam AGE
Mobile Suit Gundam AGE (яп. 機動戦士ガンダムAGE кидо: сэнси гандаму эйдзи) — аниме-сериал в жанре «меха», являющийся частью серии Gundam. Анонс сериала состоялся в июльском номере журнала CoroCoro Comic компании Shogakukan, трансляция началась в октябре 2011 года по японскому телеканалу JNN. Сценарием занимался президент компании Level-5 Акихиро Хино. Действие происходит в будущем на планете Земля, которая страдает от межпланетного войны длиной в целое столетие. В центре история находятся три героя, члены одной семьи, каждый из которых пилотирует собственный мех и защищает Землю. События разворачиваются в рамках календаря «Продвинутое поколение» (яп. アドバンスド・ジェネレーション адобансудо дзэнэрэ:сён, англ. Advanced Generation, AG).
Сериал разделен на 4 сюжетные арки, первые три посвящены главным героям — Флит Асуно (яп. フリット・アスノ фуритто амуно), Асем (яп. アセム・アスノ асэму асуно), Кио (яп. キオ・アスノ кио асуно), — последняя — всем трем.

## Персонажи

### Арка Флита
- Тосиюки Тоёнага — Флит Асуно
- Ая Эндо — Эмили Амонд
- Наоки Бандо — Варгас
- Синтаро Охата — Дэйк Ганхейл
- Хироки Тоти — Грюдек
- Ю Симамура — Милле Аллой
- Ватару Хатано — Ларган
- Дайсукэ Оно — Вульф Эннеакл
- Ёсихиса Кавахара — Адамс
- Икуя Саваки — Хендрик
- Аюми Цунэмацу — Марина Асуно

### Арка Асема
- Такуя Эгути — Асем Асуно
- Ая Эндо — Эмили Асуно
- Синтаро Охата — Дэйк Ганхейл
- Хироси Камия — Зехарт Гаретт
- Кана Ханадзава — Ромари Стоун
- Юки Кадзи — Масил Бойд
- Кадзухико Иноэ — Флит Асуно
- Такэхито Коясу — Фредерик Алгереас
- Ами Косимидзу — Алиса
- Дайсукэ Сакагути — Макс
- Кодзи Юса — Олбрайт
- Асука Огамэ — Юноа Асуно
- Ю Симамура — Милле Аллой
- Дайсукэ Оно — Вульф Эннеакл

### Арка Кио
- Кадзутоми Ямамото — Кио Асуно
- Синтаро Охата — Уэттбит Ганхейл
- Кадзухико Иноэ — Флит Асуно
- Мария Исэ — Вэнди Герц
- Рина Сато — Натола Айнас
- Эйдзи Такэмото — Сэллик Абис
- Роми Паку — Шанаруа Маллен
- Юки Оно — Джонатан Гистав
- Хироки Ясумото — Дерек Шакроу
- Рюдзабуро Отомо — Фезарл Изелькант
- Хисао Эгава — Занальд Бейхард

## Манга
По мотивам аниме вышло две манга-адаптации. Первая Mobile Suit Gundam Age: Hajimari no Monogatari (яп. 機動戦士ガンダムAGE 〜始まりの物語〜 кидо: сэнси гандаму эйдзи: хадзимари но моногатари, Mobile Suit Gundam AGE: Story of the Beginning), авторства Хироси Наканиси, публикуется в еженедельном журнале Shonen Sunday. Вторая, Mobile Suit Gundam AGE: First Evolution (機動戦士ガンダム AGE First Evolution), авторства Хиён Кацураги, публикуется в Gundam Ace с декабря 2011 года.

## Игры
- Mobile Suit Gundam: Try Age
- Mobile Suit Gundam AGE: Universe Accel and Cosmic Drive